# Valentin Samungi
Valentin Samungi, né le 27 janvier 1942 à Bucarest et mort le 15 septembre 2024, est un handballeur roumain.

## Carrière
Après une troisième place au Championnat du monde 1967, Valentin Samungi devient champion du monde en 1970 en France. Il obtient ensuite une médaille de bronze aux Jeux olympiques de 1972 de Munich.
En club, il a notamment évolué au Dinamo Bucarest.

## Palmarès

### En équipe nationale
Jeux olympiques
- Médaillé de bronze aux Jeux olympiques de 1972

Championnats du monde
- Médaillé de bronze au Championnat du monde 1967
- Médaillé d'or au Championnat du monde 1970

### En club
Compétitions internationales
- Coupe des clubs champions (C1)
  - Demi-finaliste (1) : 1967

Compétitions nationales
- Championnat de Roumanie
  - Vice-champion (10) : 1967, 1968, 1969, 1970, 1971, 1972, 1974, 1975, 1976, 1977